# Ernst Pauer (Musiker)

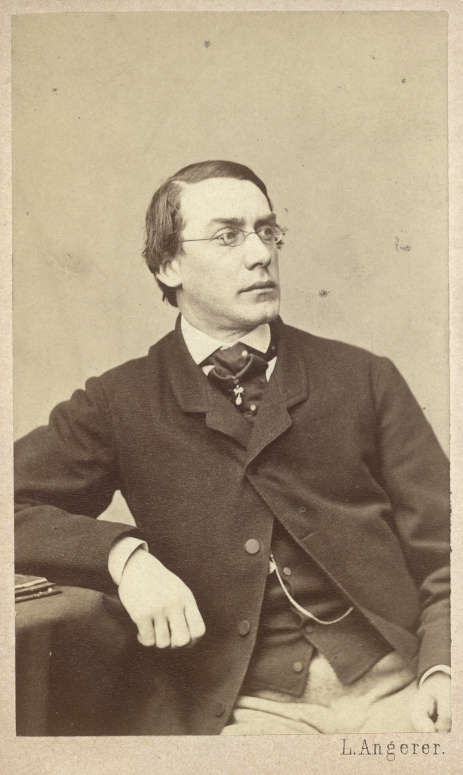
Ernst Pauer, Fotografie von Ludwig Angerer

Ernst Pauer

Ernst Pauer (* 21. Dezember 1826 in Wien; † 5. Mai 1905 in Jugenheim) war ein österreichischer Pianist, Komponist, Musikpädagoge und Musiktheoretiker.

## Leben
Pauers musikalische Wurzeln führen zur Familie Streicher, seine Mutter war eine geborene Streicher, er war ein Enkel von Andreas Streicher. Sein Vater war der lutherische Superintendent von Wien gleichen Namens, Ernst Pauer. Von 1839 bis 1844 studierte er in Wien Komposition bei Simon Sechter und Klavier bei Mozarts Sohn Franz Xaver Wolfgang. Weitere Studien erfolgten ab 1845 bei Franz Lachner in München.
1847 bewarb er sich auf Empfehlung Lachners als Nachfolger von Heinrich Esser als Dirigent der Liedertafel in Mainz und wurde ausgewählt. In Mainz schrieb er im Auftrag von Schott & Söhne zwei Opern, Don Riego (1849) und Die rothe Maske (1850). Beide Opern wurden in Mainz und Mannheim aufgeführt. Pauer komponierte auch Chormusik, Ouvertüren und Zwischenspiele für die Mainzer Bühne.
Im April 1851 trat er von seinem Mainzer Amt zurück und ließ sich in London nieder. Von Anfang an wurde Pauers Klavierspiel in London aufs Höchste bewundert. Er gab dort eine Reihe von Konzerten, in denen er die Entwicklung des Klaviers von 1600 bis in die Moderne darstellte. Von 1859 bis 1864 lehrte er an der Royal Academy of Music. Er war besonders um die historische Aufführungspraxis bemüht.
1876 wurde er zum Vorstand der Klavierklasse in der neueröffneten National Training School for Music berufen. Pauer lehrte ebenfalls an der Universität Cambridge.

Pauers Interesse an früher Klaviermusik spiegelt sich auch in seinen vielen Editionen früher Klaviermusik wider. Auch schrieb er zahlreiche Transkriptionen, häufig mit Fingersatz versehen, die meist jedoch in England erschienen. Auch gab er einige Klavierschulen heraus. 1896 zog er sich zum Ruhestand nach Jugenheim bei Darmstadt zurück.

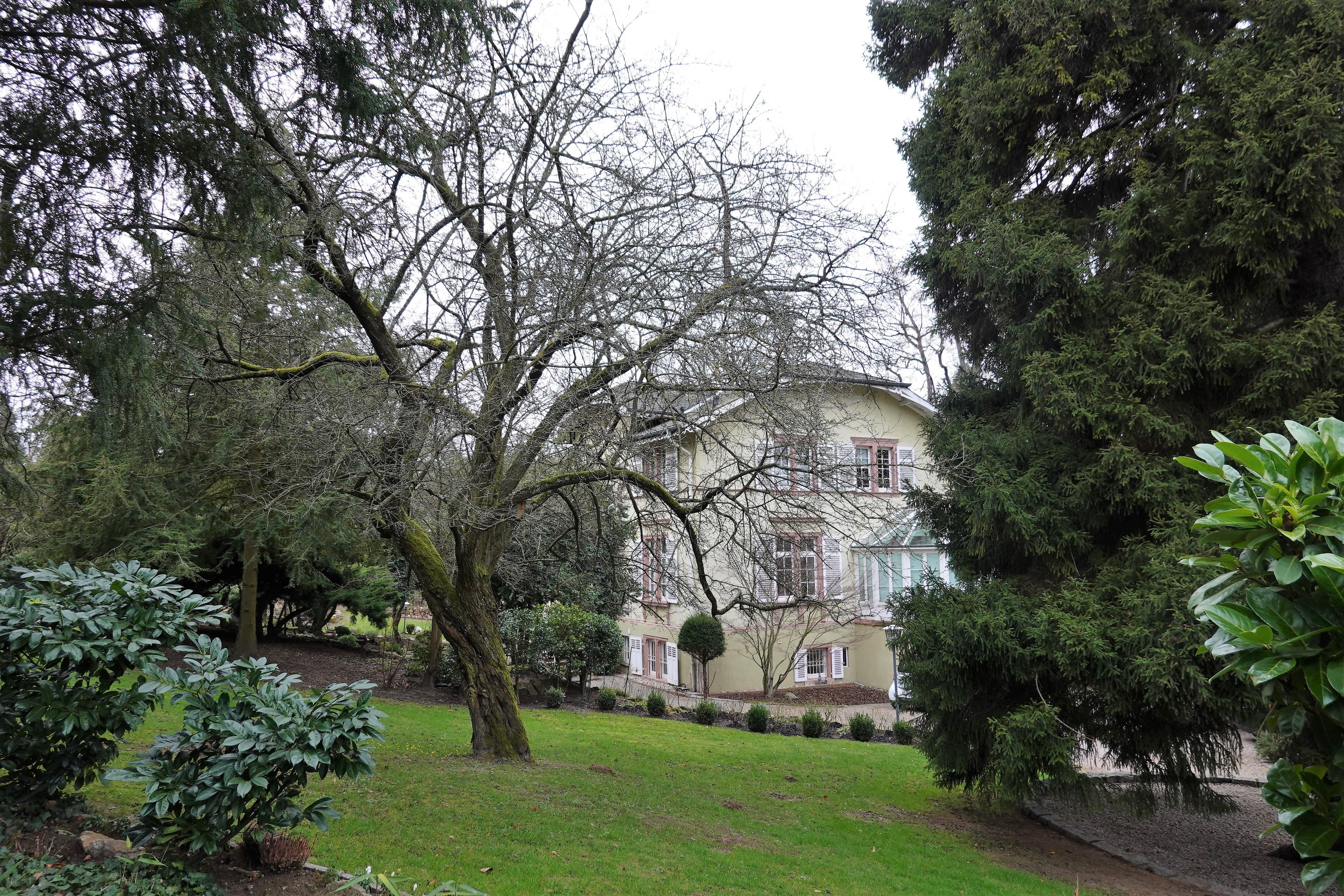
Ehemaliges Wohnhaus der Familie Pauer in Jugenheim, Pauerweg

## Familie
Ernst Pauer war mit Ernestine Pauer geb. Andreae verheiratet. Ihr Sohn Max von Pauer (1866–1945) war ebenfalls ein weltberühmter Pianist.

## Werke (Auswahl)

### Kompositionen
- Klaviermusik
- Kammermusik
- Lieder
- 3 Opern
- Klavierkonzerte
- 1 Symphonie in c-Moll op. 50 (1856)

### Theoretische Werke
- The elements of the beautiful in music. Novello, London 1876
- The art of pianoforte playing. Novello, Ewer and Co., London 1877
- Musical forms. Novello and Co., H.W. Gray Co, London / New York 1878
- The birthday book of musicians and composers. Edinburgh Forsyth Bros., London 1881
- A dictionary of pianists and composers for the pianoforte. With an appendix of manufacturers of the instrument. Novello, Ewer & Co.'s Music Primers, etc. No. 46, London 1895
- The Culture of the Left Hand. A Collection of useful and practical [P. F.] Exercises and Studies for giving strength, firmness, independence and suppleness to the left hand. Selected, fingered, revised and edited by E. Pauer, etc. Augener, London 1907

### Musikeditionen (Auswahl)
- Alte Claviermusik in chronologischer Folge neu hrsg. und mit Vortragszeichen vers. von E. Pauer. Senff, Leipzig o. J.
- Alte Meister. Sammlung werthvoller Klavierstücke des 17. und 18. Jahrhunderts. Breitkopf und Härtel, Leipzig o. J., 3 Bände
- R. Schumann’s vocal album. Augener, London o. D.
- The piano works of F. Mendelssohn-Bartholdy edited by E. Pauer. Augener, London 1865–1873
- Recollections of Meyerbeer. Six transcriptions for the Pianoforte. London 1867
- Winter Journey. Die Winterreise. 24 Songs with pianoforte accompaniment. Edited by E. Pauer. Eng. & Ger. Chez Jean André, Offenbach/M, 1871
- Das wohltemperirte Clavier. 48 preludes and fugues by J.S. Bach. Augener, London 1874
- The complete Piano works of W. A. Mozart, edited by E. Pauer. Augener, London 1874
- The complete Piano Works by F. Schubert, edited by E. Pauer. Augener, London 1874
- 50 harpsichord lessons (by Domenico Scarlatti) selected, revised and fingered by E. Pauer. Augener, London 1877
- Mendelssohn-Bartholdy. Complete works for Pianoforte and Orchestra with a compressed score of the Orchestral accompaniments to be used on a second Pianoforte. Arranged and revised by E. Pauer. London, 1879
- The piano works of Robert Schumann, edited by E. Pauer. 1879 (?)
- Complete Pianoforte solo works [by Haydn, Joseph]. Edited by E. Pauer. London, 1879
- The Children’s Beethoven. Short pieces for the Pianoforte revised by E. Pauer. Augener, London 1879
- Old English Composers for the Virginals & Harpsichord. A collection of preludes, galliards, pavanes, grounds, chaconnes, suites, overtures, sonatas, etc. etc. selected from the works of William Byrde, Dr. John Bull, Orlando Gibbons, Dr. John Blow, Henry Purcell and Dr. Thomas Augustine Arne. Revised & edited by E. Pauer. With biographical notices by W. A. Barrett, etc. 1879
- The complete piano solo works by C. M. von Weber, edited by E. Pauer. Augener, London 1879
- Transcriptions for the Pianoforte by F. Liszt. Revised by E. Pauer. 1880
- Schulhoff-Album. Favorite Pianoforte Pieces. Edited by E. Pauer. Augener & Co, London 1882–1878
- Complete Piano Works of L. van Beethoven. Edited by Ernst Pauer. Augener & Co., London 1865–1873
- 50 Special and Preparatory Studies for the pianoforte intended as an assistance to a thoroughly artistic performance of Beethoven’s Sonatas. Augener & Co, London 1895
- Zemiroth Israel, traditional Hebrew melodies chanted in the synagogue and the home edited, harmonized and arranged for the pianoforte by Ernst Pauer; with an explanatory preface by Francis L. Cohen. Augener, London 1896
- The complete dances by L. van Beethoven, edited, revised and partly arranged for the pianoforte by E. Pauer. Augener & Co., London ca. 1892
- Alte Tänze. Samml. d. berühmtesten dt., franz. u. ital. Gavotten; für Pianoforte ausgew., theilw. einger. u. durchges. von E. Pauer. Breitkopf und Härtel, Leipzig 1910

## Bedeutende Schüler
- Charles Villiers Stanford (1852–1924)
- Eugen d’Albert (1864–1932)